# Châtenay-Malabry
Châtenay-Malabry je město v jihozápadní části metropolitní oblasti Paříže ve Francii v departmentu Hauts-de-Seine a regionu Île-de-France. Od centra Paříže je vzdálené 10,8 km.

## Geografie
Sousední obce: Clamart, Le Plessis-Robinson, Sceaux, Vélizy-Villacoublay, Antony, Bièvres a Verrières-le-Buisson.

## Vývoj počtu obyvatel
Počet obyvatel

## Osobnosti města
- Voltaire (1694–1778), osvícenský filozof, básník a spisovatel
- François-René de Chateaubriand (1768–1848), spisovatel, politik a diplomat
- Sully Prudhomme (1839–1907), francouzský básník a esejista, nositel první Nobelovy ceny za literaturu z roku 1901
- Emmanuel Mounier (1905–1950), katolický publicista a filozof, zakladatel personalistického hnutí
- Paul Ricoeur (1913–2005), křesťanský filozof
- Clémence Poésy (* 1982), herečka a modelka
- Allan Saint-Maximin (1997–nyní), Fotbalový hráč za Newcastle United FC

## Partnerská města
- Bergneustadt, Německo, 1967
- Kós, Řecko
- Landsmeer, Nizozemsko, 1986
- Wellington, Shropshire, Spojené království, 2001